# Born American
Born American (in finlandese: Jäätävä polte; anche noto come Arctic Heat) è un film finlandese del 1986 diretto da Renny Harlin.